# 왕연세
왕연세(王延世, ? ~ ?)는 전한 후기의 관료로, 자는 장숙(長叔)이며 건위군 자중현(資中縣) 사람이다.

## 행적
건시 4년(기원전 29년) 가을, 하수가 동군에서 범람하여 연주·예주 일대의 4개군 32개현을 덮치니, 토지 5만여 경(頃)·가옥 4만여 채가 침수되었다. 교위 왕연세는 하제사자(河隄使者)가 되어 36일만에 제방을 쌓았고, 이듬해 3월 성제는 치수 성공을 기념하여 연호를 하평으로 개원하였다. 왕연세는 공로를 인정받아 광록대부로 승진하고, 관내후에 봉해지고 황금 100근을 받았다.
하평 3년(기원전 26년), 하수가 다시 평원에서 범람하여 제남·천승까지 흘러들어갔다. 왕연세는 승마연년·양언(楊焉)·허상과 함께 치수를 시작하여 6개월 만에 끝냈고, 다시 황금 100근을 받았다.

## 출전
- 반고, 《한서》 권29 구혁지
- 상거, 《화양국지》 권10